# Центральный рынок (Калуга)
Центральный рынок — бывший рынок в Калуге.

## История
Рынок с XVIII века располагался на одной из центральных улиц Калуги — Садовой (в настоящее время — Кирова) и в течение этого времени являлся главной торговой площадкой города. Более ста лет на Садовой улице находились сенной, продуктовый и дровяной рынки. Как отмечал известный калужский краевед Дмитрий Иванович Малинин, впервые так называемые «Мясные ряды» появились на месте современного рынка, то есть в квартале между улицами Кирова, Достоевского, Марата и Рылеева, в конце XVIII века, будучи перенесены с улицы Ильинской (ныне Кутузова).
Первый регулярный рынок, состоявший из деревянных торговых лавок, организован здесь в середине XIX века согласно проекту главного архитектора калужской губернии Николая Фёдоровича Соколова. Причинами его создания стали завершение строительства в Калуге каменного ансамбля гостиного двора и желание городских властей перенести торговлю с площади Старый Торг, организовав её на улице Садовой, становившейся самой широкой и геометрически правильной улицей города. Ради его строительства была засыпана часть русла Березуйского оврага, что позволило поднять торговые ряды на один уровень с улицей (ранее она располагались на склонах оврага). При этом сами «Мясные ряды» занимали квартал между современными улицами Кирова — Марата — Дзержинского — Рылеева. Квартал между современными улицами Дзержинского — Марата — Достоевского — Рылеева занимал разбитый в XIX веке сквер.
Рядом с мясными рядами велась торговля съестными товарами, свозившимися в Калугу главным образом из близлежащих деревень. Во время ярмарок подводы с продуктами занимали все окружающие улицы. В начале XX века были построены ещё три крытых навеса для торговли овощами и молочными продуктами. Часть территории, на которой велась торговля, была замощена.
Влияние рынка сказалось и на названии улиц, прилегавших к нему в то время: улиц Марата называлась Новомясницкой, а часть улицы Достоевского — Мясницкой или Старомясницкой.
После установления в городе советской власти основной торговой площадью до 50-х годов XX века стала площадь Коммунаров (сейчас Театральная). Однако и на прежнем месте полностью торговля не прекращалась. А в связи со строительством Калужского областного драматического театра в 1950-х годах главный городской рынок стал располагаться на пересечении улиц Кирова и Марата. В это же время на рынке не только велась торговля, но и проводились представления: размещались цирки-шапито, проводилась езда гонщиков на мотоциклах по вертикали. Ради гонок в центре выстраивали большую деревянную бочку, внутри которой ездили мотоциклисты.
В 1976 году было возведено здание крытого рынка. Он был открыт 30 декабря и насчитывал 600 мест для торговли. Его проект разработала за 14 лет до этого группа архитекторов, которых возглавлял Нодар Канчели. Первым по этому проекту был построен Черёмушкинский рынок в Москве. Эксперты ставят парусный свод здания рынка в один ряд с постройками мировых звёзд архитектуры — Альваро Сиза и Оскара Нимейера. При этом на территории рынка, размещалось не только основное здание, но и ряд торговых павильонов, а также открытых торговых мест. Для этого рынок был расширен за счёт сквера, занимавшего с конца XIX века площадь между улицами Дзержинского и Достоевского, на которой в частности были размещены овощные павильоны колхозного рынка.
С расширением розничной торговли в конце 1980-х годов на рынке стали торговать не только продуктами питания, но и промышленными товарами, а территория торговли увеличилась за счёт тротуаров по всей центральной части города от улиц Плеханова до Ленина. Произошла заметная криминализация торговли.
Уже со второй половины 90-х годов власти города стали вводить ограничения на места торговли в целях её упорядочивания и поддержания внешнего вида Калуги в надлежащем состоянии. Если в 1995 году ещё разрешалась «выносная» и «выездная» торговля на лотках при наличии разовых талонов, то уже начиная с 1996 года была запрещена «торговля с рук, земли, ящиков, коробов». К концу 2004 года большинство возникших в прежнее десятилетие мини-рынков были закрыты, торговля на улицах прекращена. Основными рынками города стали Центральный и расположенный в соседнем квартале так называемый «Белорусский рынок».
В 2016 году зданию Центрального рынка Калуги исполнилось 40 лет. Власти Калуги приняли решение снести Центральный рынок и перенести основную торговлю в другую часть города, но после многочисленных споров и кривотолков историческое здание было решено оставить на прежнем месте. С ноября 2016 года на открытых площадках рынка была прекращена торговля (непродовольственными товарами — полностью), а в начале декабря торговые места демонтированы, ряд крытых павильонов и подсобных помещений снесён. 31 марта 2017 года — стал последним днём работы центрального здании рынка. По словам Виталия Черникова (возглавлявшего Калугу в 1990—1994 годах) торговый кластер, существовавший на территории рынка и прилегающих территориях создавал занятость для порядка 5 тысяч человек. В настоящее время торговля ведётся на нескольких площадках в разных городских кварталах.
7 ноября 2017 года на месте открытой части рынка открыт городской парк. Здание крытого рынка после реконструкции, по словам Городского Головы Калуги Константина Горобцова, предполалось использовать в качестве детского культурно-развлекательного и образовательного центра. Однако, несмотря на самые разнообразные из предлагавшихся вариантов использования здания рынка, к концу ноября 2018 года его реконструкция не только не начиналась, но даже не была сформирована концепция будущего проекта. В середине 2021 года здание полностью снесли и началось строительство Театра юного зрителя. 2 июня 2025 года новое здание театра на месте бывшего рынка было открыто.